# Yaroslav. Một ngàn năm trước
Yaroslav. Một ngàn năm trước (tiếng Nga: Ярослав. Тысячу лет назад) là một bộ phim về sự hình thành Yaroslavl.
Yaroslavl là một đô thị cổ kính nằm trên lộ trình du lịch nổi tiếng Vành đai vàng của nước Nga và trong năm 2010 kỷ niệm tròn một ngàn năm tuổi. Dịp chào mừng sự kiện trọng đại hiếm có trong lịch sử, các nhà điện ảnh Nga đã quyết định thực hiện một bộ phim thể loại lịch sử - phiêu lưu, đó là Yaroslavl. Một ngàn năm trước.
Cốt lõi của bộ phim là huyền thoại về sự nghiệp Công tước Yaroslav tạo dựng thành phố từ đó mang tên vinh danh vị sáng lập là Yaroslavl.
Mốc lịch sử là năm 1010. Xứ Rus-Kiev bị phân ly bởi những cuộc chiến giữa các bộ tộc. Những đám thảo khấu hoành hành, cướp bóc sạch trơn đồng đất Nga và xô đẩy dân chúng vào kiếp nô lệ. Để chặn đứng bọn cướp, Công tước Yaroslav vùng Rostov - là con trai của người được ban phép thánh rửa tội đầu tiên ở xứ Rus, đã quyết định kiến thiết một pháo đài ở mũi đất cao tại địa thế hiểm trở ven Volga.
Dân gian tương truyền rằng, vào thời ấy, mảnh đất này là nơi sinh sống của bộ tộc thổ dân ngẫu tượng giáo, thờ phụng thần Gấu. Bởi thế mà trên biểu trưng của đô thị này có hình một con gấu rất dũng mãnh.

## Nội dung
Tòa pháo đài mọc lên chắn ngang con đường mua bán nô lệ từ Varangians hoặc từ Varyags đến Ba Tư, tức là thị trường châu Á và Cận Đông. Và chính đây đã là một trong những công lao đầu của Công tước Yaroslav, được dân chúng xưng tụng là Công tước Thông thái và sau đó trở thành Đại Công tước Kiev.
Trong số những thành quả ý nghĩa của vị sáng lập này đối với lịch sử nước nhà còn là việc dựng các tu viện Chính thống giáo Nga, lập ra bộ luật đầu tiên của xứ Rus, giải phóng xứ Rus khỏi người Pechenegs hoặc Patzinaks (dân du mục thảo nguyên Nga). Sự thông thái của Công tước Yaroslav thể hiện qua cả lối hành xử bang giao quốc tế: ba con gái của Công tước sau khi kết hôn đã bước vào các Hoàng gia châu Âu, khiến Công tước Yaroslav trở thành thân phụ bề trên của các triều vua Na Uy, Hungary và Pháp.
Cũng cần biết thêm, tại thành phố Sanlis của nước Pháp đã dựng tượng Quận chúa Anna con gái Công tước Yaroslav sau khi thành phu nhân của vua Henry Đệ nhất. Những người con trai của Công tước Thông thái cũng kết hôn với các tiểu thư con cái gia đình Hoàng tộc Âu châu như triều đình Hi Lạp, công chúa Thánh chế La Mã, hoặc công chúa em vua Ba Lan...
Nhưng trong bộ phim mới, khán giả chỉ được thấy đoạn khởi đầu chặng đường của Công tước Yaroslav, khi ông cưỡi trên lưng con tuấn mã giương cao thanh gươm báu trên tay cùng với nhóm dân binh truy quét bọn gian thương buôn bán nô lệ để thiết lập nề nếp trong vùng cai quản của mình và tập hợp cả những bộ tộc láng giềng quây quần xung quanh.
Đáng chú ý là khi dựng phim đã phải mất công tuyển chọn diễn viên sắm vai này suốt cả năm trời, rồi cuối cùng tìm thấy ở Estonia: vào vai Công tước huyền thoại của xứ Nga cổ là diễn viên Aleksandr Ivashkevich của Nhà hát kịch Tallin. Trả lời phỏng vấn báo chí, anh thú thật rằng việc thể hiện một hình tượng nhân vật anh hùng như vậy hiển nhiên là mơ ước cả đời của bất cứ diễn viên nào...
"Riêng việc chìm sâu vào kỷ nguyên ngàn năm xa xưa, thời điểm nghiên cứu kịch bản đã dành cho ta niềm thích thú lớn lao, vì rằng bạn được khơi mở bao điều mới mẻ và bổ sung cho những khiếm khuyết tri thức của mình. Thêm vào đó trong bộ phim này chứa đựng tất cả những ước mơ thời con trẻ của tôi: được vung gươm phi ngựa, rồi có lúc bị ngã xuống từ trên mình ngựa, suốt thời gian ấy luôn vượt lên được cái gì đó. Tức là được thực hiện những việc thực sự là của đấng nam nhi. Trong phim có cả thảy hai cô gái, hai nữ anh hùng, còn lại toàn murzhik. Chính bối cảnh cho phép được cảm thấy mình là bậc quân tử trượng phu đã thôi thúc thể hiện cuộc sống đích thực của bản thân. Một gã murzhik là ai và anh ta khác biệt thế nào ? Qua hành vi. Tiếp đến, thế nào là hành vi và trách nhiệm ? Tôi nói không chỉ về nhân vật của mình, mà qua đây, tôi khám phá được nhiều điều về bản thân, bởi tất cả những gì diễn ra xung quanh đều tác động và làm ra chính ta. Nhập vai và những muốn có được bản lĩnh cùng khả năng y như vậy !".
Điều hấp dẫn trong bộ phim này còn là tái hiện những hoàn cảnh khắc nghiệt, tàn bạo mà ông cha từng sống ngàn năm trước. Chỉ có những con người rất mạnh mẽ về thể lực và tinh thần mới đủ sức đương đầu với tất cả và vượt lên. Ở đó là ngựa, là gươm đao, là búa chiến. Để khán giả sẽ chẳng có cớ gì mà kêu rằng không tin được, mỗi hoạt cảnh đều tham vấn ý kiến của các sử gia hàng đầu. Còn để đảm bảo độ xác thực của những phục trang thời xưa, từ áo quần, đồ trang sức cho đến vật dụng sinh hoạt, thì đã cầu tới kho lưu trữ trong thành Kremlin, Yaroslavl và Rostov. Bối cảnh trang trí chính là phục chế đô thị cổ bằng gỗ, do những tay thợ Nga và Varyazh dựng lên hồi thế kỷ IX, khiến người xem phải hết sức thán phục khi chiêm ngưỡng. Ai cũng biết là đối với phim lịch sử thì công chúng luôn có sự chú ý đặc biệt, và các nhà điện ảnh một mặt sẵn sàng đón nhận mọi lời chê bai, nhưng mặt khác cũng chờ đợi những ý kiến khả quan.
Đàm đạo với phóng viên, một người tham gia dựng phim là ông Vadim Burkin chia sẻ rằng: "Cứ để cho mọi người chỉ trích, thế là tốt vì càng thu hút sự chú ý đến phim. Cá nhân tôi chờ đợi lần công chiếu thành đạt và cái chính là tôi biết rằng khán giả sẽ thích bộ phim mới này. Bởi vì phim được làm không hề cẩu thả mà rất nghiêm túc và xứng đáng đẳng cấp !".

## Diễn viên
- Aleksandr Ivashkevich... Yaroslav
- Svetlana Chuikina... Raida
- Aleksey Kravchenko... Kharald
- Viktor Verzhbitsky... Sviatozar
- Valery Zolotukhin... Churillo
- Vladimir Antonik
- Kirill Boltayev
- Pavel Khrulev
- Roman Kurtsyn
- Konstantin Milovanov
- Yelena Plaksina
- Boris Tokarev
- Dmitry Urosov
- Yury Vaksman
- Denis Yasik

## Ê-kíp
- Hiệu ứng: Pavel Donatov, Yevgeny Gvozdev

## Sự kiện thú vị
Các nhà làm phim đã ấp ủ có kế hoạch trình chiếu ở nước ngoài. Hãng 20th Century Fox nói rằng chuyện đó là hiển nhiên. Những thước phim đã được thấy ở London, và sau đó người ta đang xem phim ở Los Angeles, nơi sẽ quyết định vấn đề mua bản quyền thế giới với tác phẩm điện ảnh này.
Các tác giả còn dự định đưa phim tham gia các Liên hoan phim Quốc tế, nhưng vì điều chính yếu nhất đối với họ là lần công chiếu ra mắt tại Nga, bởi ngoài nhiệm vụ giải trình tài chính còn có những thứ khác chẳng kém ý nghĩa: trong hình thức thú vị và thích hợp, phim kể cho giới trẻ hôm nay về những trang vàng quan trọng trong lịch sử xứ Nga, gắn bó với danh tính bậc tiền bối vĩ đại là Công tước Yaroslav Thông thái.